# Jean-Jacques Outhwaite
Jean-Jacques Outhwaite (1810-1878) est un graveur buriniste français d'origine britannique.

## Biographie
Jean-Jacques Outhwaite est né sous le nom de John James Outhwaite le 8 février 1810 à Shoreditch, quartier de Londres. Fils de John James Outhwaite et de Dilley Curtis, il est naturalisé français par arrêté du 20 juin 1848. Dans l'intervalle, il épouse le 28 janvier 1841 à Paris, 11e arrondissement, Joséphine Charlotte Dallet (1819-1895), originaire de Rosendaël et fille d'un officier des douanes.
De ce mariage sont issus plusieurs enfants. En 1871, son fils Jean-Louis Outhwaite (1842-1889), dessinateur, épouse Marguerite Thérond, fille du graveur Émile Thérond ; l'artiste Gérard-Séguin est témoin au mariage. Sa fille Henriette Marie, institutrice née en 1845, est l'épouse en 1867 de Pierre Philippe de Chancel (1827-1886), chef de bureau au Crédit foncier de France et neveu par alliance du général Arthur Morin. Sa fille cadette, Diane Lucie Outhwaite (1854-1894), pianiste, épouse en 1884 Achille Antoine Aumoitte (1848-1896), issu d'une famille de graveurs, chancelier de France à Hanoï, d'où Gaston Aumoitte (1884-1957), officier d'infanterie et médaillé olympique.
Jean-Jacques Outhwaite décède le 30 mars 1878 à l'âge de 68 ans, à son domicile situé 30 rue Delambre, dans le 14e arrondissement de Paris. Il était le beau-frère de l'artiste graveur Joseph Louis Philibert Barrard (1821-1863).

## Œuvre

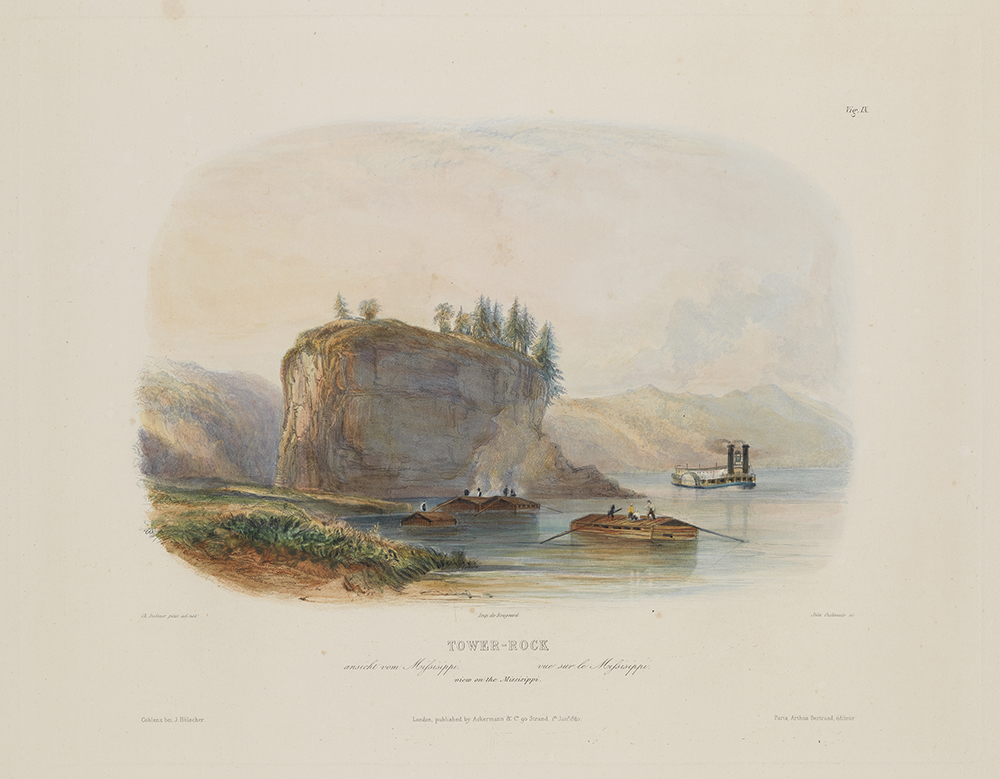
Tower Rock, vue sur le Mississippi, d'après Karl Bodmer, aquatinte de 1839 éditée par Arthus-Bertrand.

Dans sa jeunesse, Jean-Jacques Outhwaite est formé au dessin et à l'art de la gravure par Edward Goodall (en).
Il arrive à Paris au milieu des années 1830 : à cette époque, il peint des paysages en compagnie de deux artistes et compatriotes, William Callow et Charles Bentley (1805-1854), partant en villégiature en Normandie. 
En 1836, il commence à exposer une aquarelle au Salon, Vue de Notre-Dame, prise du pont d'Austerlitz ; il est mentionné comme habitant au 13, rue Guénégaud. Il travaille pour des éditeurs d'estampes et d'ouvrages illustrés, dont le premier semble être Charles Gavard. 
Il pratique la gravure sur bois mais surtout le burin sur acier, sous la forme de taille douce.
Selon Henri Beraldi, l'essentiel de l'activité d'Outhwaite va de 1835 à 1870. On compte des illustrations sur acier d'après Raffet, Noël, Karl Girardet, Daubigny, Léon Morel-Fatio, Eugène Isabey, Eugène Lami, entre autres. Il a contribué à de nombreux albums d'estampes portant sur la période révolutionnaire, le Premier Empire et des scènes de guerres coloniales ou historiques diverses. 
Sa dernière exposition date de 1877. Alphonse Lamotte fut son élève.

### Ouvrages illustrés
- William Ellis, The Christian Keepsake, Londres, Fisher, Son, & Co, 1835.
- [collectif], Galeries historiques de Versailles, Paris, Charles Gavard, 1836.
- Jules Janin, La Normandie, Paris, Ernest Bourdin, 1843 — collectif d'illustrateurs dont Outhwaite pour 20 aciers gravés avec Joseph John Skelton (en).
- Jules Janin, La Bretagne, Paris, Ernest Bourdin, 1844 — collectif d'illustrateurs dont Outhwaite pour 20 aciers gravés avec Gustave Lévy (1819-1894).
- Louis Veuillot, Les Pèlerinages de Suisse, Tours, Mame, 1845 [1re édition], gravures d'après Karl Girardet.
- Louis-François Jéhan, Tableau de la Création : ou, Dieu manifesté par ses œuvres Tours, Mame, 1846, gravures d'après K. Girardet.
- Eugène Guinot, Les Bords du Rhin, Paris, Furne & Bourdin, 1847.
- Hypolite Ferry, Description de la nouvelle Californie, Paris, L. Maison - Éditeur des Guides Richard, 1850.
- Louis Enault, L'Inde pittoresque, Paris, Morizot, 1861, gravure d'après Émile Rouargue.
- Eugène Sue, Les Mystères du peuple à travers les âges, Paris, 1865, gravures d'après Horace Castelli.
- Victor Hugo, Les Misérables, Paris, Pagnères, 1862, suivi par les gravures d'après Alphonse de Neuville et H. Castelli éditées à Bruxelles par A. Lacroix et Verboecken en 1869.
- Charles Monselet, Chanvallon, histoire d'un souffleur de la Comédie-française, Paris, F. Sartorius, 1872 — frontispice.